# 로드리고 모레노 마차도
로드리고 모레노 마차도(스페인어: Rodrigo Moreno Machado, 포르투갈어: Rodrigo Moreno Machado 호드리구 모레누 마샤두[*], 1991년 3월 6일 리우데자네이루 ~ )는 로드리고(Rodrigo)라는 이름으로 알려져 있는 브라질 태생의 스페인 축구 선수로, 현재 카타르 스타스 리그의 알가라파에서 뛰고있다. 그는 윙어나 스트라이커로 기용 가능하다.

## 클럽 경력

### 레알 마드리드 CF
2009년, 로드리고는 셀타 비고의 후베닐 A 유소년팀과 계약하였다. 그러나, 그는 2010년 초, 레알 마드리드 C팀으로 이적하였다. 그는 주전 자리를 꿰찼고, C팀에서 세번 득점을 하였다.

### SL 벤피카
2010년 7월 31일, 그는 SL 벤피카로 비공개 이적료에 이적하였다. 하지만, 레알 마드리드는 기량을 확인하고 쉽게 마드리드로 복귀시키기 위해 2년의 €12M의 바이백 조항을 계약 조건으로 두었다.

### 볼턴 원더러스 FC
2010년 8월 31일, 로드리고는 볼턴 원더러스 FC로 한 시즌간 임대되었다. 그는 번리 FC와의 리그 컵 경기에서 데뷔전을 치렀다. 2010년 10월 24일, 그는 위건 애슬레틱 FC와의 경기에서 프리미어리그 데뷔전을 치렀다. 이후, 12월 29일 첼시 FC와의 경기에서 처음으로 선발출전하였다. 그는 2011년 1월 5일, 위건 애슬레틱 FC와의 경기에서 볼턴 소속으로 첫 골을 기록하였다.

## 국가대표 경력
로드리고는 스페인 U-19 국가대표팀 일원으로 10차례 출전하였고, 프랑스와의 UEFA U-19 챔피언쉽에서 처음이자 마지막 골을 기록하였고, 팀은 패하였다. 다음 해 로드리고는 2011년 FIFA U-20 월드컵에 참여하였다. 스페인 U-20 대표팀이 8강에 진출할때까지 그는 대회에서 3골을 기록하였다. 2011년 9월 1일, 그는 스페인 U-21팀 데뷔골을 조지아와의 경기에서 득점하였고, 이 과정에서 해트트릭을 기록하였다.

## 수상

### 국가대표팀
스페인 U-19
- UEFA U-19 챔피언쉽: 2010년 준우승